# Цесіський район
Цесіський район (латис. Cēsu rajons) — район Латвії. Межує з Ризьким, Лимбазьким, Валміерським, Валкським, Гулбенським, Мадонським та Огрським районами Латвії.
Адміністративний центр району — місто Цесіс.
Площа району — 3 062 км².